# 카생뿔매
카생뿔매(Cassin's hawk-eagle)는 수리과에 속하는 비교적 작은 수리류이다. 깃털이 있는 다리는 검독수리아과의 일원으로 표시하고 있다. 숲에 의존하는 종으로, 새와 다람쥐를 잡아먹는 서부, 중부 및 (약간) 동부 아프리카의 주요 우림에서 발견된다. 그것의 이름은 1865년에 처음으로 기술한 존 카생의 이름을 따서 지어졌다. 광범위한 서식지 파괴 때문에, 개체수는 꾸준히 감소하고 있지만, 아직 최소관심종에서 그것의 지위를 업그레이드 할 자격이 없다.

## 묘사
성체 카생뿔매는 작은 수리류처럼 보이며, 짧고 둥근 날개와 길고 둥근 꼬리가 있다. 윗부분은 암갈색이고, 흰 반점과 갈색 꼬리에 검은 막대 3개와 넓은 검은 아랫부분 띠가 있다. 부척골은 흰색에 검은 줄무늬가 있으며, 아랫부분은 모두 흰색 또는 흰색에 가슴 아랫부분을 따라 검은 반점이 있다. 황갈색 눈에 옅은 황색의 세레와 발, 검은 부리가 있다. 미성숙하고 어린 깃털은 성인의 깃털과 현저하게 다르다. 갈색 또는 갈색의 머리에 짙은 광택이 있고 목구멍과 왕관 중앙에 검은 줄무늬가 있는 것이 대표적이다. 아랫부분은 흰색이고 가슴빗자루는 반쯤 감긴 검은 반점이 있으며 배와 옆구리에는 짙은 검은 반점이 있다. 꼬리는 짙은 회색에 끝이 흰색이고 어두운 갈색의 고리가 있으며, 어두운 갈색 날개는 끝이 흰 제2차 깃털을 가지고 있다. 비행 중에 성체는 옅은 밑날개 덮개를 보이는 반면, 성체는 어두운 밑날개 덮개와 날개 뒤쪽 가장자리를 따라 검은 띠를 가지고 있다. 미성숙한 것은 위가 검고 아래가 더 희어짐으로써 성체의 깃털을 얻는다.
상당히 작은 수리류로, 현재 분류에 따르면 카생뿔매는 검독수리속 중 가장 작은 종이다. 길이가 50~56cm이며 날개 길이는 103~113cm이고, 몸무게는 0.9~1.2kg이다. 강한 반전 성 크기 이형성이 나타나며, 암컷이 수컷보다 훨씬 크다.

## 분포 및 서식지
아프리카 서부, 중부, 그리고 약간의 동아프리카에서 시에라리온 동쪽에서 우간다 서부, 그리고 남쪽에서 콩고 분지를 거쳐 앙골라 북부까지이다. 일차 열대우림에 국한된 카생뿔매는 과거에 더 널리 퍼진 것으로 생각되지만, 그 분포는 이후 기니-콩고 숲의 지속적인 파괴로 수축되어 왔다. 케냐의 이멘티숲과 탄자니아의 은둔둘루숲에서 일차 열대우림 조각들에서 개체들이 반복적으로 목격된 것은 동아프리카의 고립된 숲들과 훨씬 더 멀리 떨어진 서부의 숲들 사이의 과거의 연관성에 대한 생물지리학적 증거로 해석되어 왔다. 제1차 숲에 대한 카생뿔매의 선호는 매우 강력해서 약간 교란된 숲에서도 그 존재가 줄어들고 제2차 숲과 개방된 생물군에는 전혀 존재가 없음을 설명한다.